# Lucanus davidis
Lucanus davidis es una especie de coleóptero de la familia Lucanidae.

## Distribución geográfica
Habita en el Tíbet,  Sichuan en (China).